# Georg Franz August von Buquoy

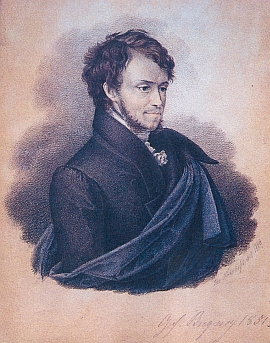
Georg Franz August von Buquoy

Georg Franz August de Longueval, Baron von Vaux, Graf von Buquoy; tschechische Schreibweise:  Jiří František August hrabě Buquoy (* 7. September 1781 in Brüssel; † 19. April 1851 in Prag) war ein Mathematiker, Philosoph und Unternehmer in Böhmen.

## Leben
Er war der Sohn von Leopold Albert de Longueval (* 11. Dezember 1744; † 18. Juli 1795) Graf von Buquoy und der Adélaide Jeanne de Preudhoumme d'Ailly, Contesse de Nieuport (1757–1830). Die Familie Buquoy stammt ursprünglich aus Frankreich, aber im Dreißigjährigen Krieg war Charles Bonaventure de Longueval als Feldherr nach Deutschland gekommen.
Georg Franz besuchte die Ritterakademie in Wien und studierte Mathematik, Physik, Chemie, Technologie, Nationalökonomie, Naturwissenschaften (Anatomie, Zoologie und Botanik) und Philosophie. Nachdem er 1803 durch den Tod eines Oheims als Fideikommisserbe zum Besitz eines sehr bedeutenden Vermögens mit den südböhmischen Herrschaft Gratzen und Rosenberg gelangt war, bereiste er die Schweiz, Frankreich und Italien und widmete sich dann den Wissenschaften und dem Ausbau der Gewerbe auf seinen Gütern in Böhmen. Er war als Unternehmer in der Textil-, Glas und Eisenindustrie engagiert. Als Grubenbesitzer setzte er 1803 die erste Dampfmaschine zur Entwässerung von Bergwerken im böhmischen Teil des Erzgebirges in Betrieb. Eine ähnliche Einrichtung baute er für seine Glashütte bei Neuhaus. Seine Glashütten (z. B. Glashütte Silberberg, Glashütte Georgenthal) lieferten Kristall- und Buntglas und das von ihm erfundene Hyalith. Am 15. Juli 1806 heiratete er Marie Gabrielle von Rottenhan, die Tochter des Heinrich Franz, Graf von Rottenhan und begründete damit die Linie derer von Buquoy-Rottenhan. Dadurch erwarb er auch das Schloss Rothenhaus im Erzgebirge.
Das Hauptwerk Buquoys ist die „Theorie der Nationalwirthschaft nach einem neuen Plan und mehreren eigenen Ansichten“ aus dem Jahr 1815, zu der es die drei Nachträge „Das nationalwirthschaftliche Prinzip oder was zuletzt alle nationalwirthschaftlichen Anstalten bezwecken müssen“ (1816), „Erläuterung einiger eigner Ansichten aus der Theorie der Nationalwirthschaft“ (1817) und „Begründung des Begriffs vom reellen Werthe in nationalwirthschaftlicher Hinsicht, nebst einer Theorie des Steuerwesens und Technologischem“ (1819) gibt. Er verfasste ebenfalls wissenschaftliche und philosophisch-literarische Werke und korrespondierte häufig mit Goethe und anderen Gelehrten. Im Jahr 1820 wurde er zum Mitglied der Deutschen Akademie der Naturforscher Leopoldina gewählt.
Im Sophien-Urwald auf seinen Besitzungen gründete er 1838 das erste Naturschutzgebiet Böhmens. Mit seinem Schwiegersohn, dem Grafen von Deym, schloss er sich 1848 dem Juniaufstand in Prag an. Nach der Übergabe Prags wurde er verhaftet und auf dem Hradschin gefangen gehalten. Ende Juli wieder freigegeben, musste er Prag verlassen und zog sich auf sein Schloss Rothenhaus zurück. Er starb am 19. April 1851 in Prag.

## Familie
Er heiratete am 15. Juli 1806 in Wien Marie Gabrielle von Rottenhan (* 16. Januar 1784; † 21. März 1863), die Tochter von Heinrich Franz von Rottenhan und Marie Gabriele Czernin von und zu Chudenitz. Das Paar hatte fünf Kinder:
- Maria Theresia Isabelle (* 20. September 1807; † 20. Dezember 1869) ⚭ 27. August 1830 Vincenz Zessner von Spitzenberg (* 13. Dezember 1799; † 19. Dezember 1879)
- Maria Gabriele Isabelle (* 3. März 1809; † 17. März 1841)
- Maria Anna Caroline Borromea Isabella Pauline Johanna Nepomucena Antonia de Padua (* 18. Mai 1811; † 15. Mai 1898) ⚭ 18. Oktober 1829 Bedřich Josef František Václav Graf Deym ze Střítěže (* 3. Mai 1801; † 23. Januar 1853)
- Maria Isabella (* 18. August 1812; † 9. September 1893) ⚭ 26. August 1839 Graf Johann Nepomuk von und zu Trauttmansdorff-Weinsberg (* 1. Mai 1804; † 6. Juli 1846)
- Georg Johann Heinrich, (* 2. August 1814; † 2. September 1882) ⚭ 30. Mai 1847 Prinzessin Sophie Therese Wilhelmine zu Öttingen-Öttingen und Öttingen-Wallerstein (* 6. Januar 1829; † 27. April 1897), Tochter des Fürsten Friedrich zu Oettingen-Oettingen und Oettingen-Wallerstein (1793–1842)

## Schriften und Werke
- Analytische Bestimmung des Gesetzes der virtuellen Geschwindigkeiten in mechanischer und statischer Hinsicht. Breitkopf & Härtel, Leipzig 1812 Digitalisat
- Theorie der Nationalwirthschaft (das. 1815) nebst drei Nachträgen (das. 1816–19)
- Die Fundamentalgesetze zu den Erscheinungen der Wärme etc. (das. 1819)
- Ideelle Verherrlichung des empirisch erfassten Naturlebens, 2 Bde. Breitkopf & Härtel, Leipzig 1922 (Digitalisat); 2. Aufl. 1826
- Skizzen zu einem Gesetzbuch der Natur (das. 1826), Digitalisat (Breitkopf & Härtel, Leipzig 1817)
- Anregungen für philosophisch-wissenschaftliche Forschung und dichterische Begeisterung (2. Aufl., das. 1829). Digitalisat (Breitkopf & Härtel, Leipzig 1825)

Auch lieferte er viele Beiträge in Lorenz Okens Isis.